# Peter Morger
Peter Morger (* 12. Februar 1955 in Teufen AR; † 12. Februar 2002 in Trogen AR) war ein Schweizer Schriftsteller.

## Leben
Nach dem Besuch der Kantonsschule Trogen studierte Peter Morger Germanistik an der Universität Bern und arbeitete als freier Journalist bei der Appenzeller Zeitung. An den Erfolg mit seinem Debütroman Notstrom im Jahr 1980 konnte er mit seinem weiteren literarischen Schaffen nicht anknüpfen. Neue Ausdrucksmöglichkeiten suchte Peter Morger im Dialekt mit einer „Mundart-Lüürik“. 
Morger erhielt 1981 und 1985 den Förderpreis der Stadt Bern. Sein väterlicher Freund war sein ehemaliger Lehrer an der Kantonsschule Trogen Georges Dulk.
Peter Morger war zwischen 1999 und 2001 in stationärer psychiatrischer Behandlung. Er beendete sein Leben an seinem 47. Geburtstag. Das Museum für Lebensgeschichten in Speicher AR widmete ihm 2012 eine Ausstellung. Morgers Nachlass befindet sich in der Ausserrhoder Kantonsbibliothek, aus dem Rainer Stöckli zwischen 2009 und 2012 sechs Hefte herausgegeben hat.
2022 erschien bei der Verlagsgenossenschaft St. Gallen unter dem Titel Rond om Troge: Peter Morger als Fotograf eine doppelbändige Zusammenstellung von Fotografien, herausgegeben von Gaston Isoz, ergänzt um ebenfalls mehrheitlich unpublizierte Gedichte Morgers sowie einordnende Beiträge von Gaston Isoz, Rainer Stöckli und Peter Surber.

## Schriften
- Rond om Troge: Peter Morger als Fotograf, 2 Bände zusammengestellt von Gaston Isoz, kommentiert von Gaston Isoz, Rainer Stöckli und Peter Surber, St. Gallen : VGS Verlagsgenossenschaft St. Gallen, 2022
- Rainer Stöckli (Red. und Hrsg.): Peter Morger : Sichtung eines literarischen Werkes,  Herisau : Appenzeller Verl., 2009–2012
- Ein- und Ausfälle, Herisau : Appenzeller Verl., 2001
- Also schprach Schnori, Zelg-Wolfhalden (AR) : Orte-Verl., 2000
- Hailige Bimbam, Zelg-Wolfhalden (AR) : Orte-Verl., 1997
- Wortschatz, Herisau : Appenzeller-Verl., 1997
- Pius und Paul, Gümligen : Zytglogge, 1984
- Notstrom, Gümligen : Zytglogge, 1980

## Einzelnachweis
1. ↑  Peter Morger: Letzte und erste Begegnung mit Georges Dulk. In: Appenzeller Kalender, Band 261, 1982 (archiviert in E-Periodica)

| Personendaten    | Personendaten            |
| ---------------- | ------------------------ |
| NAME             | Morger, Peter            |
| KURZBESCHREIBUNG | Schweizer Schriftsteller |
| GEBURTSDATUM     | 12. Februar 1955         |
| GEBURTSORT       | Teufen AR                |
| STERBEDATUM      | 12. Februar 2002         |
| STERBEORT        | Trogen AR                |